# Rock in Rio

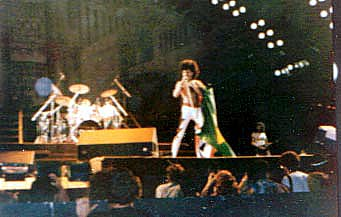
I Queen al Rock in Rio (1985)

Rock in Rio è il più grande festival di musica rock del Brasile. Organizzato dall'imprenditore Roberto Medina, è stato successivamente esportato anche in Portogallo col nome di Rock in Rio Lisboa e in Spagna col nome di Rock in Rio Madrid. Gli otto festival di Rio de Janeiro si tennero nel 1985, 1991, 2001, 2013, 2015, 2017 e 2019, quelli di Lisbona nel 2004, 2006, 2008, 2010, 2012, 2014, 2016 e 2018 e a Madrid nel 2008, 2010 e 2012. Nel 2015 il festival si è tenuto per la prima volta negli Stati Uniti a Las Vegas.
Nel maggio 2018, Live Nation Entertainment ha acquisito una quota di maggioranza del festival. Medina continua a gestire l'organizzazione del festival.

## Rock in Rio
Rock in Rio ha avuto otto rappresentazioni in Brasile.

### Rock in Rio
La prima edizione del festival si tenne nel 1985, con Queen, Scorpions, Iron Maiden, George Benson, Rod Stewart, AC/DC e Yes come artisti principali. Circa 1,4 milioni di persone parteciparono nei 10 giorni del festival.
Elenco degli artisti che si esibirono a Rock in Rio:
| Artisti internazionali | Artisti brasiliani |
| --- | --- |
| AC/DC Al Jarreau The B-52's George Benson The Go-Go's Iron Maiden James Taylor Nina Hagen Ozzy Osbourne Queen Rod Stewart Scorpions Whitesnake Yes | Alceu Valença Baby Consuelo & Pepeu Gomes Barão Vermelho Blitz Eduardo Dusek Elba Ramalho Erasmo Carlos Gilberto Gil Ivan Lins Kid Abelha Lulu Santos Moraes Moreira Ney Matogrosso Os Paralamas do Sucesso Rita Lee |

Entrambi i concerti dei Queen vennero filmati (l'11 e il 18 gennaio) e trasmessi in tutto il Sud America da Rede Globo. Ogni concerto venne visto da quasi 200 milioni di persone in oltre 60 nazioni. 
Si narra che l'esibizione degli Iron Maiden fu leggendaria, iniziò esattamente a mezzanotte meno due minuti, per celebrare e promuovere il loro ultimo disco Powerslave, che comprendeva la canzone Two Minutes to Midnight. Un evento noto accadde durante la canzone "Revelations", quando il cantante principale Bruce Dickinson, andò a sbattere contro il manico della chitarra di Dave Murray. Il manico lo colpì in fronte, aprendo una larga ferita e bagnando il suo viso di sangue. Dickinson si comportò come se nulla fosse successo.
Chris Frantz e Tina Weymouth, in quel momento rispettivamente batterista e bassista dei Talking Heads, presero parte al concerto dei B-52's. Si unirono alla band durante la terza canzone e continuarono a suonare con loro.
I Queen furono gli artisti più pagati, con $600.000, per le loro due performance.

### Rock in Rio 2
La seconda edizione dell'evento si tenne proprio a Rio de Janeiro, dal 18 al 27 gennaio 1991 allo Stadio Maracanã. Ad esibirsi furono i Guns N' Roses, Prince e George Michael che si esibirono in due delle nove serate dell'evento; New Kids on the Block e A-ha una volta soltanto; tra gli altri anche Faith No More, Judas Priest e Megadeth.
Elenco degli artisti che si esibirono a Rock in Rio 2:
| Artisti internazionali | Artisti brasiliani |
| --- | --- |
| A-ha Billy Idol Colin Hay Debbie Gibson Deee-Lite Faith No More George Michael Guns N' Roses Happy Mondays Information Society INXS Joe Cocker Jimmy Cliff Judas Priest Lisa Stansfield Megadeth New Kids on the Block Prince Queensrÿche Run DMC Santana Snap! | Alceu Valença Capital Inicial Ed Motta Elba Ramalho Engenheiros do Hawaii Gal Costa Gilberto Gil Hanoi Hanoi Inimigos do Rei Laura Finocchiaro Lobão Moraes Moreira & Pepeu Gomes Nenhum de Nós The Brazilian Symphony Orchestra Paulo Ricardo Roupa Nova Serguei Supla Titãs Vid & Sangue Azul |

Particolare storico dell'edizione: gli a-ha stabilirono il record mondiale per il pubblico pagante più numeroso della storia, con 198.000 partecipanti (mentre tutti gli altri artisti raccolsero sui 60.000 partecipanti). Il concerto del 20 gennaio dei Guns N' Roses vide la loro prima apparizione con il nuovo batterista, Matt Sorum. Il secondo concerto di George Michael, il 27 gennaio, ultimo giorno dell'evento, fu caratterizzato dalla presenza di Andrew Ridgeley, suo compagno negli Wham!, che si esibì insieme a Michael per alcune canzoni.

### Rock in Rio 3
Il terzo festival Rock in Rio, svoltosi nel 2001, vide tra i principali artisti Iron Maiden, Oasis, R.E.M., Red Hot Chili Peppers e Guns N' Roses. Gli Iron Maiden registrarono la loro esibizione e la pubblicarono nell'album dal vivo Rock in Rio. I profitti delle vendite vennero donati alla fondazione Clive Burr, che aiutò l'ex batterista a pagare le crescenti spese mediche per la cura della sclerosi multipla. La più notevole apparizione al Rock in Rio 3 fu quella del ritorno del gruppo hard rock statunitense dei Guns N' Roses che, ad esclusione di Axl Rose unico membro originale della band, era composta da una nuova formazione, dove troviamo il virtuoso chitarrista Buckethead e da altri membri.
Nick Oliveri, il bassista dei Queens of the Stone Age si esibì nudo per parte del concerto e venne arrestato per atti osceni alla fine dello stesso. Venne rilasciato poco dopo.
Elenco degli artisti che si esibirono a Rock in Rio 3:
| Artisti internazionali | Artisti brasiliani |
| --- | --- |
| 5ive Aaron Carter Beck Britney Spears Deftones Dave Matthews Band Guns N' Roses Iron Maiden James Taylor Neil Young *N Sync Oasis Papa Roach Queens of the Stone Age R.E.M. Red Hot Chili Peppers Rob Halford Sheryl Crow Silverchair Sting | Barão Vermelho Capital Inicial Carlinhos Brown Cássia Eller Daniela Mercury Diesel Elba Ramalho Engenheiros do Hawaii Fernanda Abreu Funk'n'Lata Gilberto Gil Ira! Kid Abelha Milton Nascimento Moraes Moreira O Surto Pato Fu Pavilhão 9 Sandy & Junior Sepultura Ultraje a Rigor Zé Ramalho |

### Rock in Rio 4
Tra fine settembre e inizio ottobre 2011 si è svolta la quarta edizione del Rock in Rio nella sua terra d'origine. Il festival è iniziato venerdì 23 settembre ed è terminato domenica 2 ottobre. Gli headliner, in ordine, sono stati: Elton John, Red Hot Chili Peppers, Metallica, Stevie Wonder, Shakira, Coldplay e Guns N' Roses.
Da segnalare il ritorno in scena dei Guns N' Roses, che con la partecipazione al RIR 4 danno inizio al loro tour del 2011.
Ogni giornata, in questa edizione, ha visto esibizioni di diverse band su diversi palchi. I gruppi principali si sono esibiti al "Palco Mundo". Sono stati allestiti altri tre palchi: "Palco Sunset", "Electronica" e "Rockstreet".
Nei 7 giorni di concerti si sono esibiti oltre 170 tra gruppi e artisti solisti, tra i più noti (oltre ai già citati): Katy Perry, Rihanna, Snow Patrol, Motörhead, Slipknot, Sepultura, The Asteroids Galaxy Tour, Kesha, Jamiroquai, Joss Stone, Lenny Kravitz, Maroon 5, Evanescence e System of a Down.

## Rock in Rio Lisbona
Dopo l'enorme successo di Rock in Rio 3 in Brasile, Roberto Medina decise di organizzare un evento simile a Lisbona. La decisione di mantenere il nome "Rock in Rio" fu controversa e gli ideatori in Brasile cominciarono a chiamarla Rock in Rio Tejo, richiamando al fiume Tago (Tejo in portoghese), che scorre attraverso la capitale portoghese.

### Rock in Rio Lisboa
La prima edizione del Rock in Rio Lisboa, come fu ufficialmente chiamato l'evento, avvenne nel 2004. Benché il festival cambiò il nome, rimase la stessa struttura dell'edizione brasiliana.

Per l'occasione fu costruita un'intera "città del rock", con un'area di circa 200 km², nel parco di Bela Vista, con un grande edificio centrale e numerosi tendoni in cui gli artisti suonavano, simultaneamente. Al festival furono presenti anche celebrità come Britney Spears, Metallica, Sting, Paul McCartney e Kings of Leon. Particolare la questione dell'assenza dei Guns N' Roses che nonostante la conferma, furono costretti a cancellare il loro concerto dall'evento (e l'eventuale tour che ne sarebbe seguito) per problemi riguardanti la band (Buckethead venne licenziato) e le registrazioni dell'album Chinese Democracy.

### Rock in Rio Lisboa 2
La seconda edizione di Rock in Rio Lisboa fu tenuta nel 2006, con la partecipazione di icone del calibro di Anastacia, Guns N' Roses, Shakira, The Darkness, Red Hot Chili Peppers, Carlos Santana, Roger Waters, Kasabian e Sting.

### Rock in Rio Lisboa 3
Una terza edizione di Rock in Rio Lisboa si è svolta il 30 e 31 maggio 2008 e il 6 -7 -8 giugno 2008. I maggiori artisti che si sono esibiti sono stati: Bon Jovi, i Metallica, i Muse, i Linkin Park, Amy Winehouse e gli Offspring.

### Rock in Rio Lisboa 4
La quarta Edizione di Rock In Rio Lisboa si è svolta nel 2012. Gli artisti più acclamati in questa edizione sono stati: Bruce Springsteen, Metallica, Slipknot,
Red Hot Chili Peppers, Linkin Park, Motörhead, System of a Down, Guns N' Roses, Lenny Kravitz, Stone Sour, Evanescence e Maroon 5.